# 博小铁路
博小铁路位于山东省北部的滨州市境内，线路南自淄东铁路博兴站接轨，北至滨港铁路小营站，全长18公里。

## 概况
现博小铁路原为张店（今淄博市张店区）至北镇（今滨州市滨城区北镇街道）的张北地方轻便铁路的一部分，自1959年9月起开工建造，1960年11月完工。线路南起张店区的杜科，北至博兴县的王旺庄。开始为标准轨距，轻便铁轨。1966年，随着胜利油田的开发建设，对原张北地方铁路进行改造为现在的淄东铁路，因此原小营至王旺庄段路基于1970年拆除，博兴至小营段由轻便铁轨改为标准路轨。1973年由地方转为国营，更名为博小线。路基平均高度1.5米左右，设有博兴、小营两站。
1985年，博小铁路全长18.07公里，营业里程16.9公里。线路运营后历经大修改造，全线总延展长18.91公里。正线为50公斤/米钢轨，站线为50公斤/米钢轨和43公斤/米钢轨，线路最小曲线半径600米，最大坡度5.4‰。建有桥梁3座140延长米，其中中桥2座，小桥1座，均系圬工桥，涵渠18座207横延长米，道口15处。1999年博兴至小营间敷设光缆16.71公里。